# Orfani (Tracia)
Orfani (in greco Ορφάνι?) è un ex comune della Grecia nella periferia della Macedonia orientale e Tracia di 5.140 abitanti secondo i dati del censimento 2001.
È stato soppresso a seguito della riforma amministrativa detta Programma Callicrate in vigore dal gennaio 2011 ed è ora compreso nel comune di Pangaio.